# لئو هوتسونن
لئو هوتسونن (فنلاندی: Leo Houtsonen; ۲۵ اکتبر ۱۹۵۸ – ۵ ژوئن ۲۰۱۹) بازیکن فوتبال اهل فنلاند بود.
از باشگاه‌هایی که در آن بازی کرده‌است می‌توان به باشگاه فوتبال کوپیون پالوسئورا اشاره کرد.
وی همچنین در تیم ملی فوتبال فنلاند بازی کرده‌است.